# سايية (النادرة)

تعديل مصدري - تعديل

سايية هي إحدى قرى عزلة الفجرة بمديرية النادرة التابعة لمحافظة إب، بلغ تعداد سكانها 355 نسمة حسب تعداد اليمن لعام 2004.